# ميك نيومان
ميك نيومان (2 أبريل 1932 بكندا - فبراير 2022) هو لاعب كرة قدم كندي في مركز الهجوم. لعب مع وست هام يونايتد ونادي دارتفورد ونادي داغنهام ‏.